# Grandrupt
Pour l’article homonyme, voir Grandrupt-de-Bains.
Grandrupt est une commune française située dans le département des Vosges, en région Grand Est.

## Géographie

### Localisation
Grandrupt est situé à l'extrémité est du département des Vosges, limitrophe de l'Alsace et plus précisément de la commune de Saales. 

### Géologie et relief
Le village est traversé par un sous-affluent du Rabodeau, le ruisseau de Grandrupt, qui prend sa source dans la commune voisine de Saint-Stail. Hormis l'aval de la vallée et la D 45 qui le traverse entre Châtas et Le Vermont, les accès sont peu commodes en raison du relief, notamment le Haut de Belfays, au sud, qui culmine à 807 mètres.
Le village de Grandrupt est assez étendu le long de la départementale 45a alors que le principal hameau de Saint-Stail est quasiment collé à la mairie de Grandrupt.

### Sismicité
Commune située dans une zone 3 de sismicité modérée.

### Hydrographie et les eaux souterraines
Hydrogéologie et climatologie : Système d’information pour la gestion des eaux souterraines du bassin Rhin-Meuse :
Territoire communal : Occupation du sol (Corinne Land Cover); Cours d'eau (BD Carthage),
Géologie : Carte géologique; Coupes géologiques et techniques,
 Hydrogéologie : Masses d'eau souterraine; BD Lisa; Cartes piézométriques.
La commune est située dans le bassin versant du Rhin au sein du bassin Rhin-Meuse. Elle est drainée par le ru de Grandrupt et le Petit Ru,.
Le ru de Grandrupt, d'une longueur totale de 10,2 km, prend sa source dans la commune  et se jette dans le Rabodeau à La Petite-Raon, après avoir traversé quatre communes.

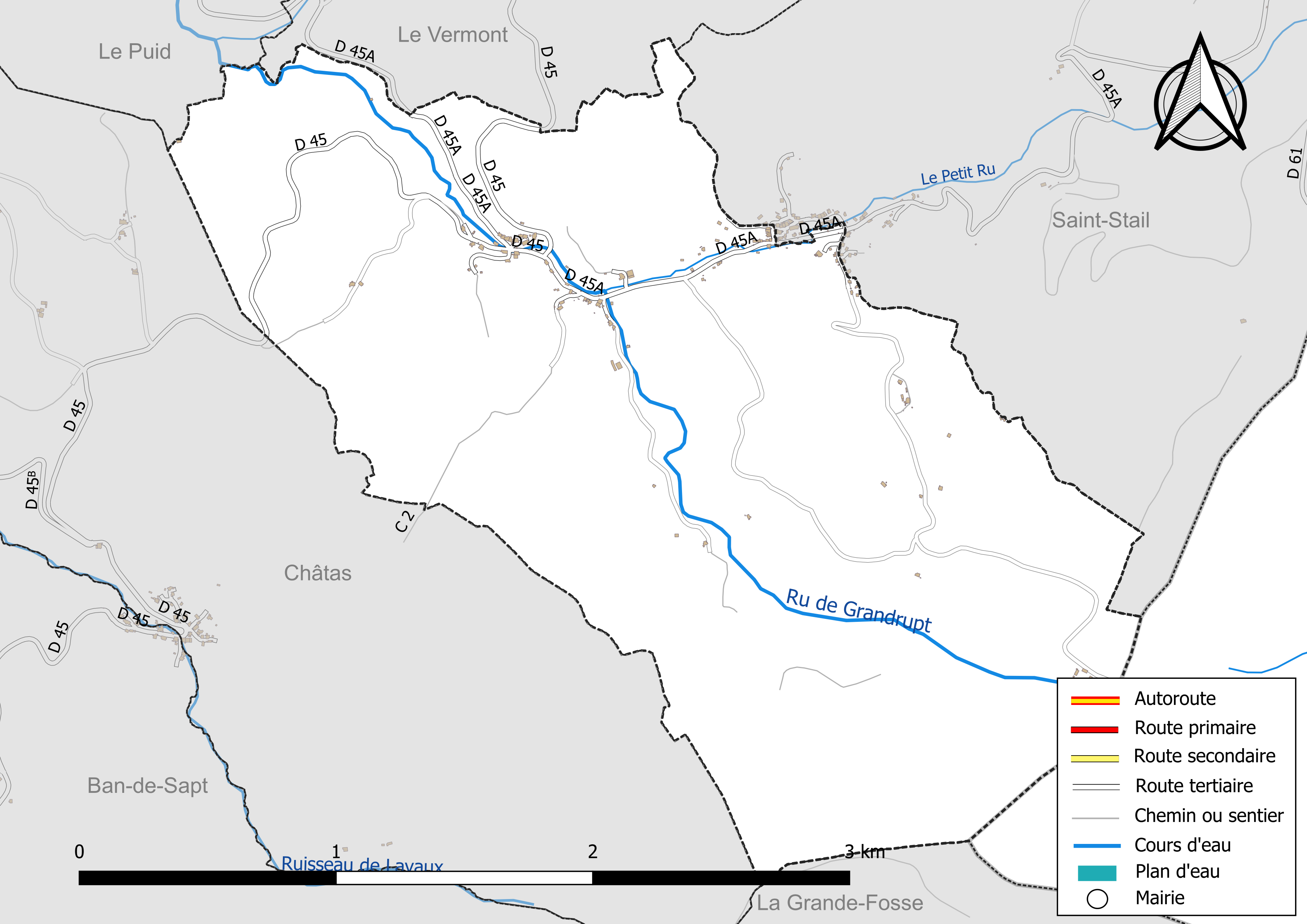
Réseaux hydrographique et routier de Grandrupt.

La qualité des eaux de baignade et des cours d’eau peut être consultée sur un site dédié géré par les agences de l’eau et l’Agence française pour la biodiversité.

### Climat
Pour des articles plus généraux, voir Climat du Grand Est et Climat des Vosges.
En 2010, le climat de la commune est de type climat de montagne, selon une étude du Centre national de la recherche scientifique s'appuyant sur une série de données couvrant la période 1971-2000. En 2020, Météo-France publie une typologie des climats de la France métropolitaine dans laquelle la commune est exposée à un climat semi-continental et est dans la région climatique  Vosges, caractérisée par une pluviométrie très élevée (1 500 à 2 000 mm/an) en toutes saisons et un hiver rude (moins de 1 °C). 
Pour la période 1971-2000, la température annuelle moyenne est de 8,5 °C, avec une amplitude thermique annuelle de 16,6 °C. Le cumul annuel moyen de précipitations est de 1 325 mm, avec 13,5 jours de précipitations en janvier et 11,2 jours en juillet. Pour la période 1991-2020, la température moyenne annuelle observée sur la station météorologique de Météo-France la plus proche, « Ban-de-Sapt », sur la commune de Ban-de-Sapt à 5 km à vol d'oiseau, est de 10,3 °C et le cumul annuel moyen de précipitations est de 1 027,3 mm. 
La température maximale relevée sur cette station est de 36,9 °C, atteinte le 7 août 2015 ; la température minimale est de −17 °C, atteinte le 19 décembre 2009,,. 
Les paramètres climatiques de la commune ont été estimés pour le milieu du siècle (2041-2070) selon différents scénarios d'émission de gaz à effet de serre à partir des nouvelles projections climatiques de référence DRIAS-2020. Ils sont consultables sur un site dédié publié par Météo-France en novembre 2022.

## Urbanisme

### Typologie
Au 1er janvier 2024, Grandrupt est catégorisée commune rurale à habitat très dispersé, selon la nouvelle grille communale de densité à sept niveaux définie par l'Insee en 2022.
Elle est située hors unité urbaine et hors attraction des villes,.

### Occupation des sols
L'occupation des sols de la commune, telle qu'elle ressort de la base de données européenne d’occupation biophysique des sols Corine Land Cover (CLC), est marquée par l'importance des forêts et milieux semi-naturels (90,2 % en 2018), une proportion identique à celle de 1990 (90,2 %). La répartition détaillée en 2018 est la suivante : 
forêts (90,2 %), zones agricoles hétérogènes (5,5 %), prairies (4,3 %). L'évolution de l’occupation des sols de la commune et de ses infrastructures peut être observée sur les différentes représentations cartographiques du territoire : la carte de Cassini (XVIIIe siècle), la carte d'état-major (1820-1866) et les cartes ou photos aériennes de l'IGN pour la période actuelle (1950 à aujourd'hui).

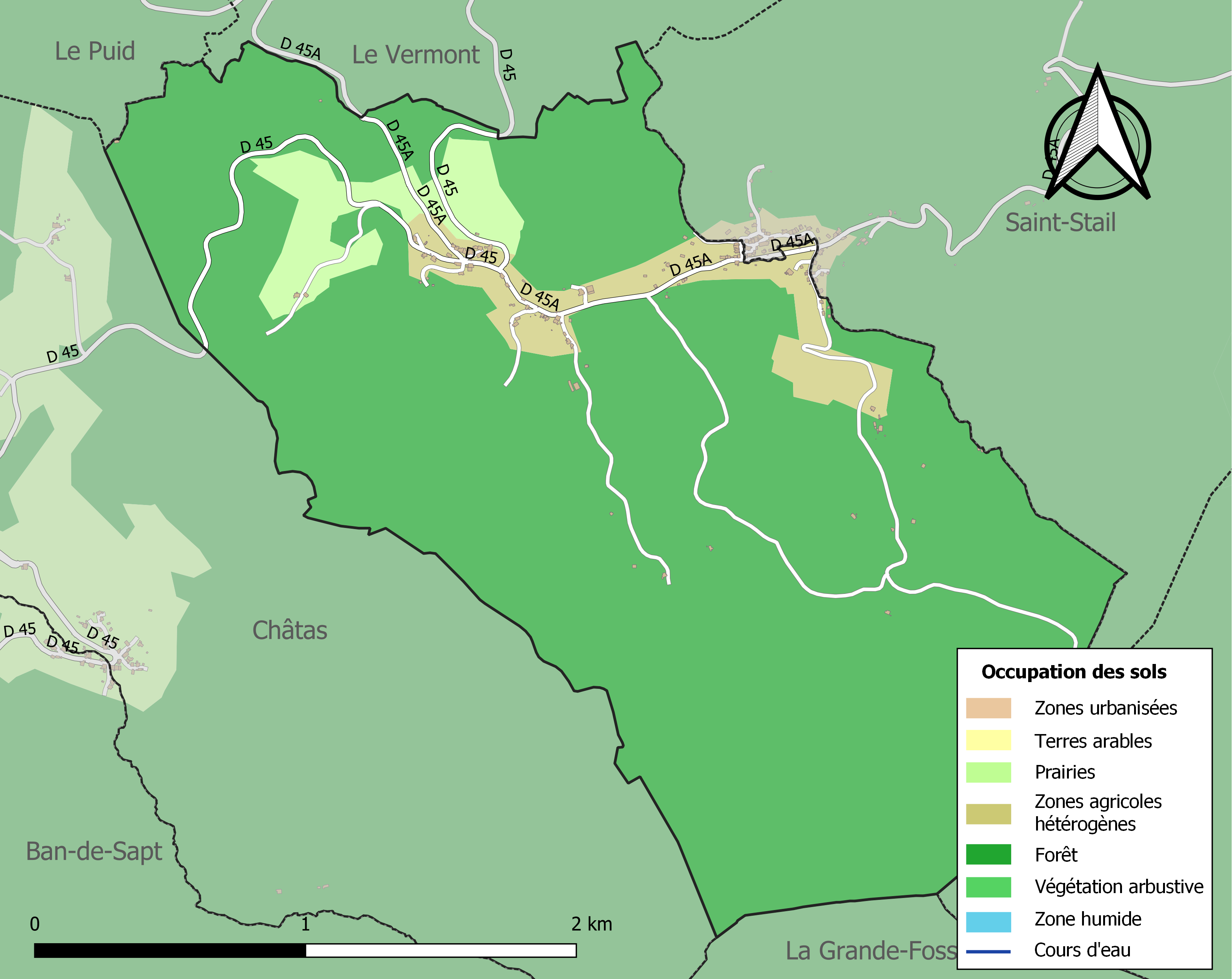
Carte des infrastructures et de l'occupation des sols de la commune en 2018 (CLC).

## Toponymie
Le nom de la localité est attesté sous les formes Grantru (1282) ; Grant Ruy (1320) ; Grand Rud (1695) ; Grandrupt, chef lieu d’une mairie comprenant aussi Saint-Stail (1711).

Son toponyme vient de Grant et de ru qui signifie « grand ruisseau ».

## Histoire
Le nom de Grantru apparaît dans un document de 1282. Grandrupt appartenait à la principauté de Salm et constituait avec Saint-Stail une prévôté et une juridiction commune. Le village, qui ne possède pas d’église, dépendait comme aujourd’hui, de la paroisse de Saint-Stail.
Après l’annexion de la principauté en 1793, Grandrupt fut placée dans le canton du Puid.

## Politique et administration

### Budget et fiscalité 2022

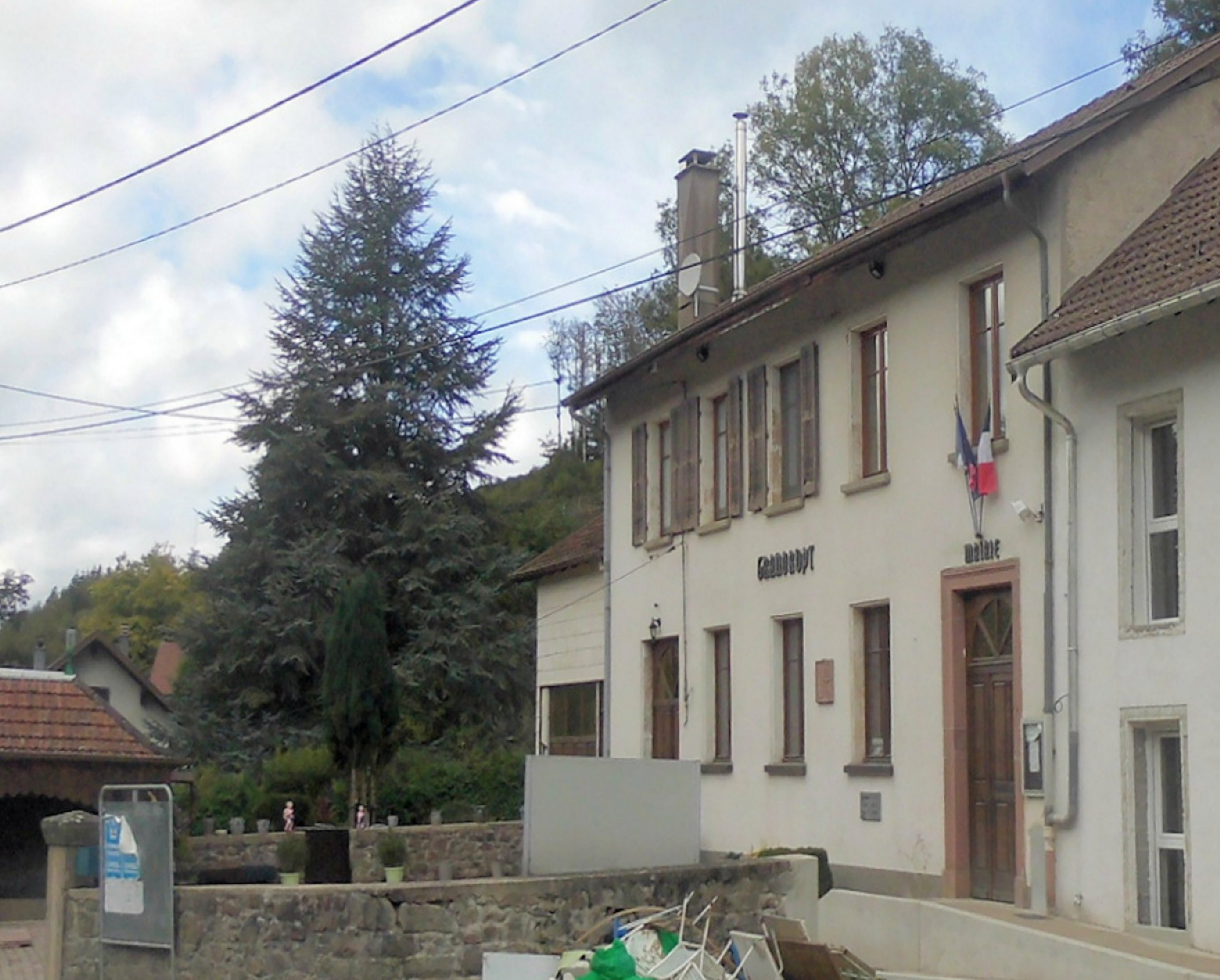
La mairie.

En 2022, le budget de la commune était constitué ainsi :
- total des produits de fonctionnement : 98 000 €, soit 1 235 € par habitant ;
- total des charges de fonctionnement : 85 000 €, soit 1 081 € par habitant ;
- total des ressources d'investissement : 48 000 €, soit 607 € par habitant ;
- total des emplois d'investissement : 28 000 €, soit 358 € par habitant ;
- endettement : 143 000 €, soit 1 814 € par habitant.

Avec les taux de fiscalité suivants :
- taxe d'habitation : 15,36 % ;
- taxe foncière sur les propriétés bâties : 31,12 % ;
- taxe foncière sur les propriétés non bâties : 6,99 % ;
- taxe additionnelle à la taxe foncière sur les propriétés non bâties : 0,00 % ;
- cotisation foncière des entreprises : 0,00 %.

Chiffres clés Revenus et pauvreté des ménages en 2021 : médiane en 2021 du revenu disponible, par unité de consommation. 

### Liste des maires
| Période                                  | Période                       | Identité          | Étiquette | Qualité                |
| ---------------------------------------- | ----------------------------- | ----------------- | --------- | ---------------------- |
| Les données manquantes sont à compléter. |                               |                   |           |                        |
| avant 1988                               | mars 2001                     | Thierry Valentin  |           |                        |
| mars 2001                                | mars 2008                     | Annette Étienne   |           | Pépinièriste           |
| mars 2008                                | En cours (au 18 février 2015) | Christian Harenza |           | Colonel de gendarmerie |

## Population et société

### Démographie

#### Évolution démographique
L'évolution du nombre d'habitants est connue à travers les recensements de la population effectués dans la commune depuis 1793. Pour les communes de moins de 10 000 habitants, une enquête de recensement portant sur toute la population est réalisée tous les cinq ans, les populations de référence des années intermédiaires étant quant à elles estimées par interpolation ou extrapolation. Pour la commune, le premier recensement exhaustif entrant dans le cadre du nouveau dispositif a été réalisé en 2007.

En 2022, la commune comptait 75 habitants, en stagnation par rapport à 2016 (Vosges : −2,96 %, France hors Mayotte : +2,11 %).
| 1793 | 1800 | 1806 | 1821 | 1831 | 1836 | 1841 | 1846 | 1856 |
| ---- | ---- | ---- | ---- | ---- | ---- | ---- | ---- | ---- |
| 424  | 456  | 445  | 472  | 556  | 560  | 555  | 510  | 445  |

| 1861 | 1866 | 1876 | 1881 | 1886 | 1891 | 1896 | 1901 | 1906 |
| ---- | ---- | ---- | ---- | ---- | ---- | ---- | ---- | ---- |
| 492  | 446  | 422  | 385  | 380  | 353  | 330  | 308  | 300  |

| 1911 | 1921 | 1926 | 1931 | 1936 | 1946 | 1954 | 1962 | 1968 |
| ---- | ---- | ---- | ---- | ---- | ---- | ---- | ---- | ---- |
| 317  | 267  | 284  | 266  | 220  | 174  | 155  | 116  | 77   |

| 1975 | 1982 | 1990 | 1999 | 2006 | 2007 | 2012 | 2017 | 2022 |
| ---- | ---- | ---- | ---- | ---- | ---- | ---- | ---- | ---- |
| 63   | 67   | 61   | 86   | 89   | 89   | 77   | 77   | 75   |

### Enseignement
Établissements d'enseignements :
- Écoles maternelles et primaires à Saales, Ban-de-Sapt, Bourg-Bruche, Saulxures, Belval.
- Collèges à Provenchères-et-Colroy, Senones, Saint-Dié-des-Vosges.
- Lycées à Saint-Dié-des-Vosges.

### Santé
Professionnels et services de santé :
- Médecins à Saales, Senones, Saint-Dié-des-Vosges.
- Pharmacies à Saales, Senones, Saint-Dié-des-Vosges.
- Hôpitaux à Moyenmoutier, Saint-Dié-des-Vosges, Raon-l'Étape, Schirmeck[26].

### Cultes
- Culte catholique, Paroisse Saint-Maurice-du-Rabodeau[27], Diocèse de Saint-Dié.

## Économie

### Entreprises et commerces

#### Agriculture
- Sylviculture et autres activités forestières.
- Reproduction de plantes.
- Culture de fruits à pépins et à noyau.
- Élevage d'ovins et de caprins.
- Élevage d'autres bovins et de buffles.

#### Tourisme
- Hébergements et restauration à Grandrupt, Belval, Saales, Senones, Saulxures, Plaine>.

#### Commerces
- Commerces et services de proximité.

## Culture locale et patrimoine

### Lieux et monuments

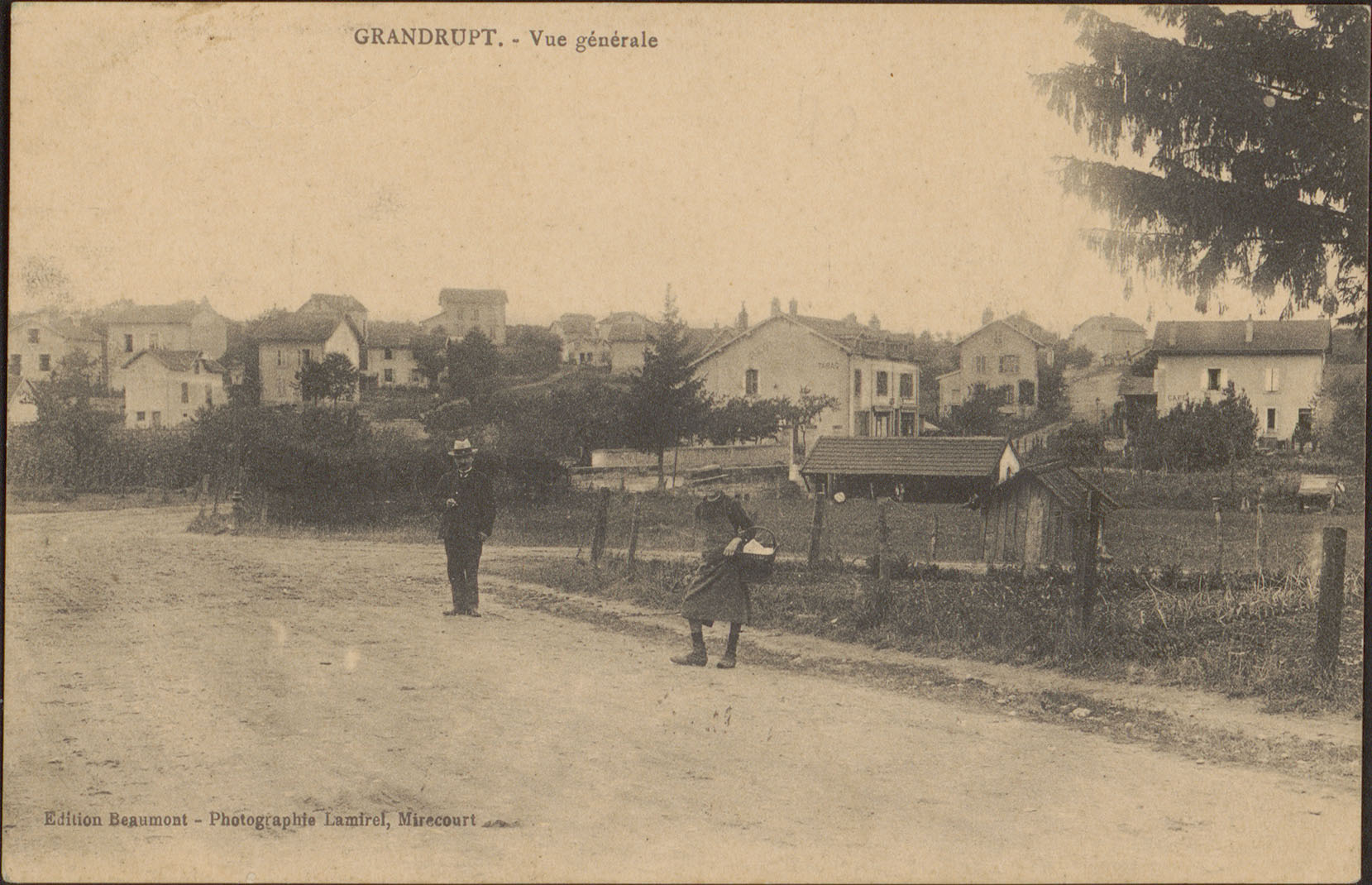
Carte postale représentant une vue générale du quartier de Grandrupt, entre 1880 et 1945.
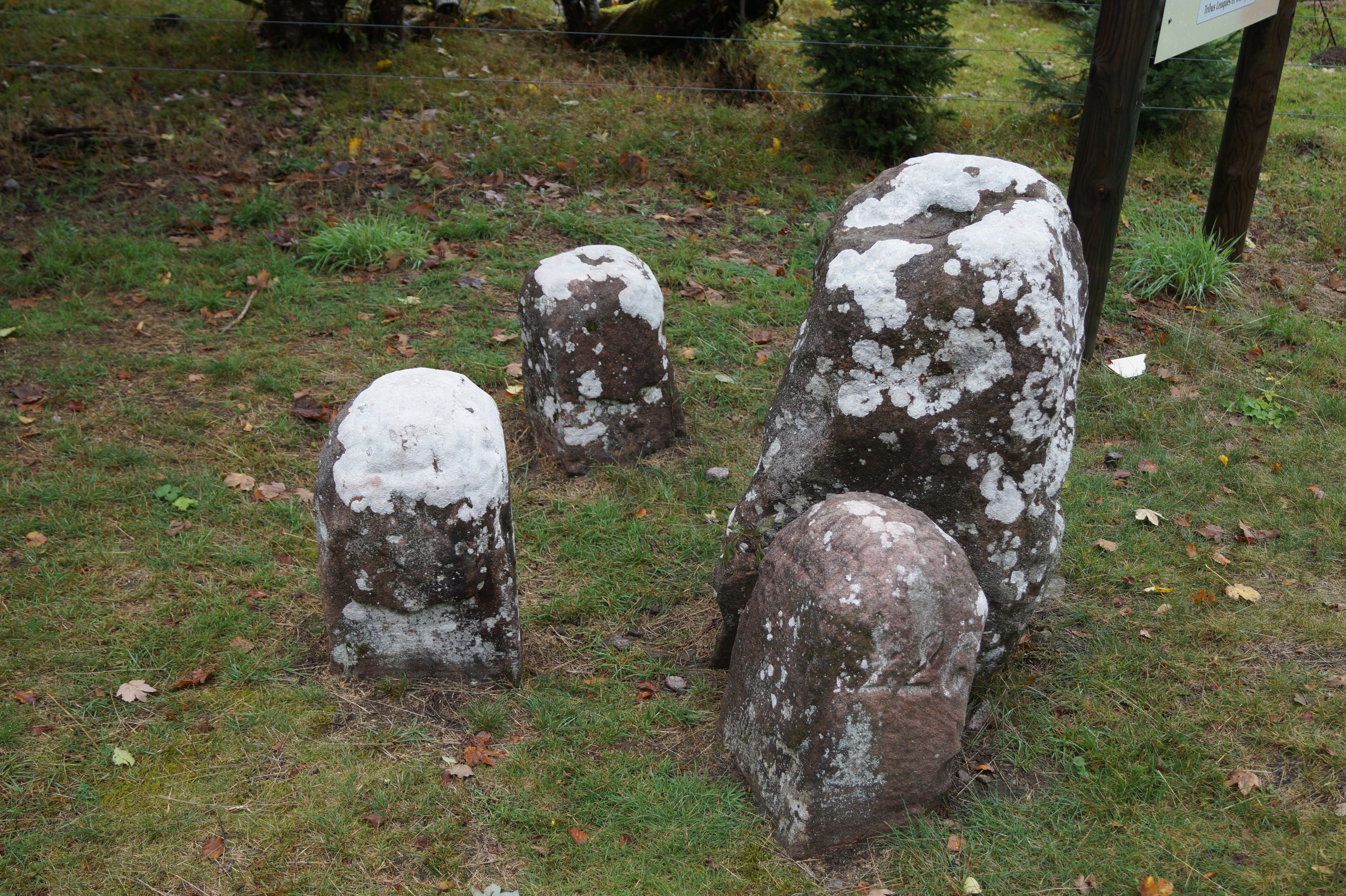
Les 4 Bornes frontières, Borne Celtique Frontière entre Tribus Leuques et Triboques.
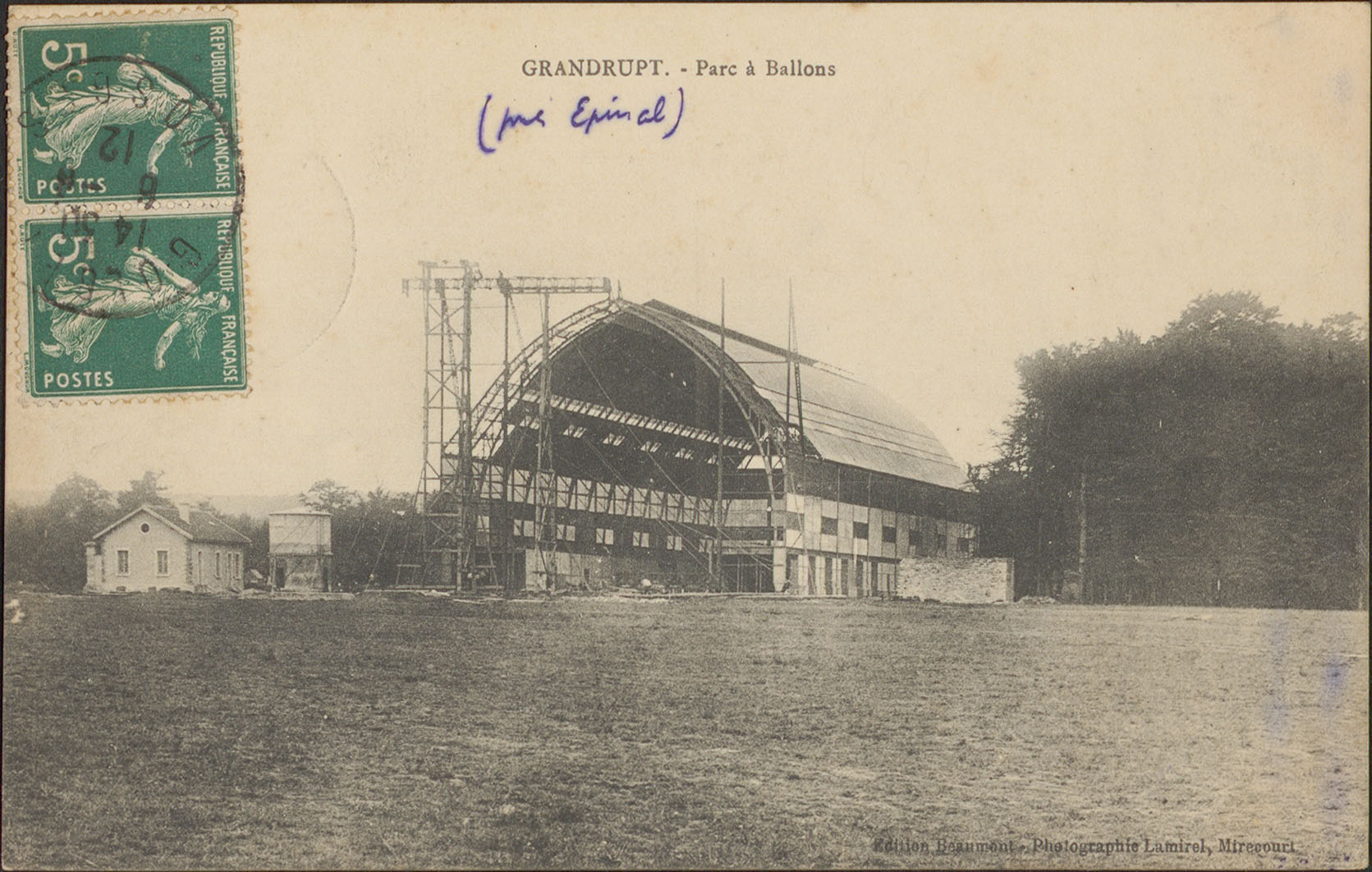
Carte postale représentant le parc à ballons de Grandrupt, entre 1880 et 1945.

- Bornes frontalières d'Ancien Régime en série[28],[29],[30].
- Le moulin de Grandrupt qui produit à nouveau de l'électricité[31].
- Ancien parc à ballons de 1880 / 1945[32],[33].

## Pour approfondir